# Julian Romero

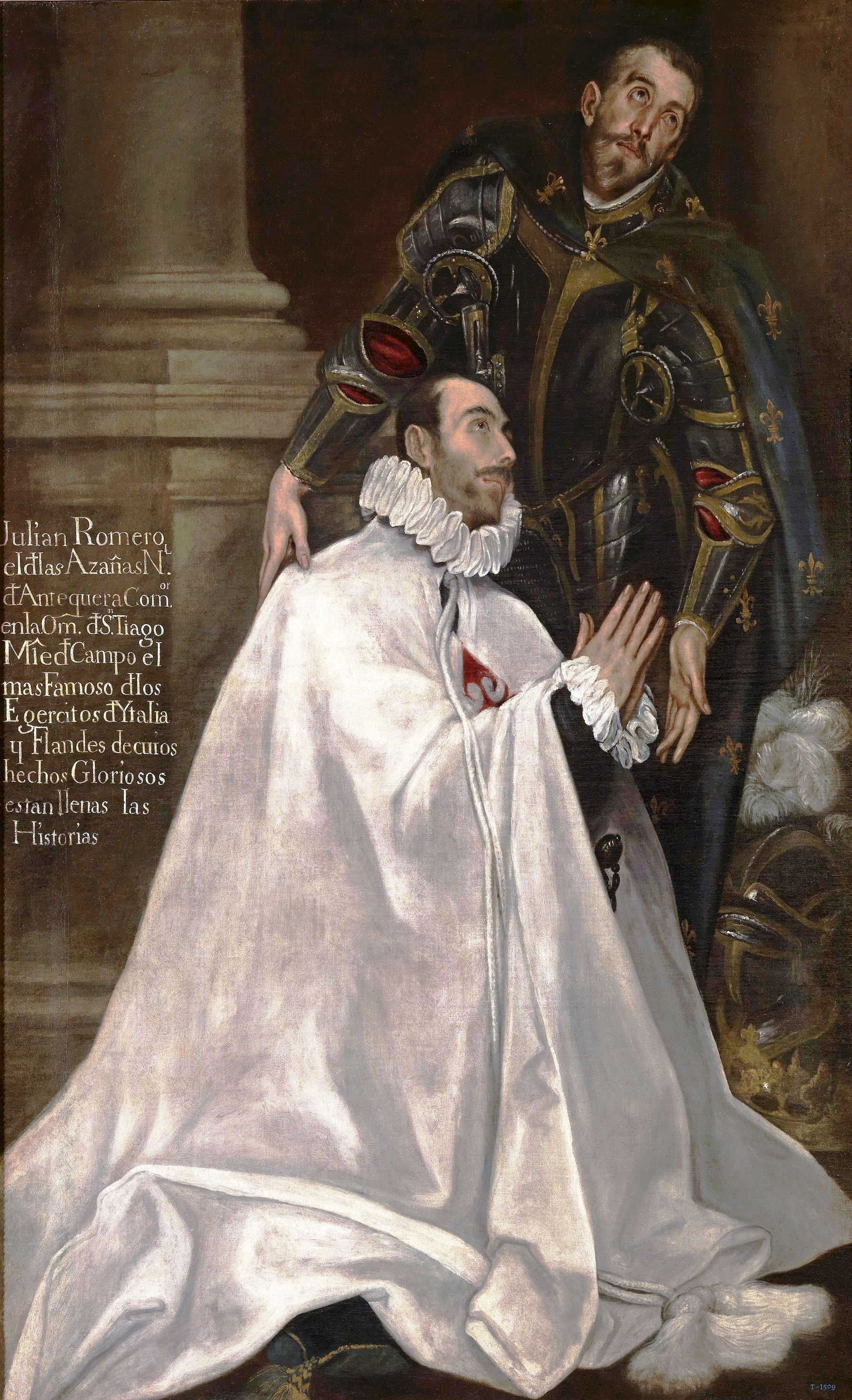
Julian Romero met zijn patroonheilige. Schilderij van El Greco.

Julián Romero de Ibarrola (Huélamo, 1518 - Cremona, 1577) was een 16e-eeuwse Spaanse bevelhebber in de Nederlanden tijdens de Tachtigjarige Oorlog. Hij was een van de weinigen die zich van soldaat tot veldmaarschalk wisten te ontwikkelen. Bij leven stond hij vooral bekend als "kapitein Julián", ook toen hij niet meer die rang bekleedde. In Spanje wordt hij omschreven als "El de las hazãnas" ("de man van de heldendaden"). Al bij leven was hij internationaal bekend. De Spaanse toneelschrijver Lope de Vega (1562-1635) noemde hem "de dapperste Spanjaard die in onze tijd is geboren".  

## Loopbaan
Romero werd geboren in Huélamo, Cuenca; over zijn jeugd is verder niets bekend. Op zijn zestiende schijnt hij al in Nederlanden bij een Spaans legeronderdeel te zitten, dit deed hij tussen 1534 en 1543, aangemoedigd om de opstandige Lage Landen te verlossen van protestantse "ketterij". In 1545 was Julian Romero een kapitein of sergeant die leiding gaf aan een legereenheid tijdens de Slag bij Pinkie, in een conflict tussen Engeland en Schotland. Hendrik VIII van Engeland benoemde hem tot veldmaarschalk om zijn succesvolle daden te eren. Kort daarna werd Romero uit Groot-Brittannië teruggeroepen om weer te gaan dienen in de Nederlanden. Hij is nadien actief in de Slag bij Saint-Quentin (1557), waarvoor de Spaanse koning Filips II hem tot meester der infanterie benoemde. Achteraf werd hij geridderd in de Orde van Santiago na zijn verdiensten in voorgenoemde slag.
In de Nederlanden was Romero een doorn in het oog van Willem van Oranje tijdens de bezetting van Bergen, waardoor het Staatse verzet gestaakt werd. Romero was later in 1572 aanwezig bij het Bloedbad van Naarden, waar honderden het leven lieten. In 1573 maakte hij het beleg van Haarlem mee: hij boekte kleine successen met een paar cavaleriebestormingen, maar verloor een oog. In 1574 kreeg Romero de opdracht om met een armada Middelburg te ontzetten, maar werd aangevallen door Zeeuwse watergeuzen in de Slag bij Reimerswaal. Ten slotte was hij in 1576 aanwezig bij de Spaanse Furie van Antwerpen.
Door het Eeuwig Edict van februari 1577 besloot de koning van Spanje een groot gedeelte van zijn leger terug te trekken uit de Nederlanden, waaronder Romero; hij werd overgeplaatst naar Cremona, Candia. Daar werd hij op 59-jarige leeftijd omgebracht vóórdat hij eind 1577 naar de Nederlanden zou worden teruggezonden.